# Marstoniopsis
Genre
Synonymes
- Marstoniopsis Altena, 1936

Marstoniopsis est un genre de mollusques gastéropodes de la famille des Amnicolidae.

## Liste des espèces
Selon World Register of Marine Species (18 juillet 2019) :
- Marstoniopsis armoricana Paladilhe, 1869
- Marstoniopsis croatica Schütt, 1974
- Marstoniopsis graeca Radoman, 1978
- Marstoniopsis insubrica Küster, 1853
- Marstoniopsis macedonica Hadžišče, 1958
- Marstoniopsis vrbasi Bole & Velkovrh, 1987